# Kim Ye-joon
Kim Ye Joon (Hangul: 김예준) sinh ngày 28/04/2007, là nam diễn viên nhí người Hàn Quốc.

## Các sản phẩm nghệ thuật

### Phim điện ảnh
| Năm  | Tên phim        | Vai    |
| ---- | --------------- | ------ |
| 2015 | Joseon Magician |        |
| 2015 | The Tiger       |        |
| 2016 | My Angel        |        |
| 2017 | A Day           | Ha-roo |

### Phim truyền hình
| Năm  | Phim                                            | Vai                           | Số tập          | Kênh |
| ---- | ----------------------------------------------- | ----------------------------- | --------------- | ---- |
| 2013 | Your Lady                                       |                               | 120             | SBS  |
| 2014 | God's Gift - 14 Days                            |                               | 16 + 1 đặc biệt | SBS  |
| 2014 | Wild Chives and Soy Bean Soup: 12 Years Reunion |                               | 26              | JTBC |
| 2014 | Ngươi đã bị bắt                                 |                               | 20              | SBS  |
| 2014 | Người gác đêm                                   |                               | 24              | MBC  |
| 2014 | Misaeng                                         | Geu Rae lúc nhỏ               | 20              | tvN  |
| 2014 | Quý ông hồi sinh                                | Choi Dae Han lúc nhỏ          | 16              | MBC  |
| 2015 | Mặt nạ                                          |                               | 20              | SBS  |
| 2015 | Mom                                             | Kim Kang Jae lúc nhỏ          | 50              | MBC  |
| 2015 | Học đường 2015                                  | Gong Tae Kwang lúc nhỏ        | 16              | KBS2 |
| 2015 | Kill Me, Heal Me                                | Ri Ohn lúc nhỏ                | 20              | MBC  |
| 2015 | Lục long tranh bá                               | Lee Bang Bun lúc nhỏ          | 50              | SBS  |
| 2016 | Wanted                                          | Kim Han Sol                   | 16              | SBS  |
| 2016 | Cô nàng cử tạ Kim Bok Joo                       | Jung Joon Hyung lúc nhỏ       | 16              | MBC  |
| 2017 | Hwarang                                         | Moo Myung lúc nhỏ             | 20              | KBS2 |
| 2017 | Rebel: Thief Who Stole the People               | Jo Soo Hak lúc nhỏ            | 30              | MBC  |
| 2017 | Circle                                          | Bum Kyoon lúc nhỏ             | 12              | tvN  |
| 2017 | Đối tác đáng ngờ                                | Kim Jae Hong                  | 40              | SBS  |
| 2018 | Arthdal niên sử kí                              | Eun-som lúc nhỏ Sa-Ya lúc nhỏ | 2               | tvN  |